# Artur Carbonell i Carbonell
Artur Carbonell i Carbonell (geboren am 31. Januar 1906 in Sitges; gestorben am 1. April 1973) war ein surrealistischer katalanischer Maler, Theaterdirektor und Professor am Institut del Teatre in Barcelona.

## Biografie
Artur Carbonell war der Sohn des Kaufmanns und Bürgermeisters von Sitges, Pere Carbonell i Mestre, und dessen Ehefrau, Sebastiana Carbonell i Termes. Als er sein Abitur absolviert hatte, begann er 1923 seine Architekturkarriere, die er jedoch abbrach, um sich der Malerei zu widmen. 1925 stellte er seine Arbeiten im Rahmen der Sitgetà Art Historical Exhibition im Casino Prado in Suburense aus und nahm bis 1929 an mindestens sechs weiteren Gruppenausstellungen teil. Er veröffentlichte auch mehrere Zeichnungen in den lokalen Magazinen L’Amic de les Arts und L’Art Novell.
Mit Joaquim Sunyer reiste er 1929 nach Paris, wo er sowohl die avantgardistischen Trends in der Malerei als auch das von Sacha Guitry und Georges Pitoëff gepflegte Theater kennenlernte. Beide beeinflussten ihn so sehr, dass er sich von diesem Moment an bis zu seinem Tod untrennbar den beiden Künsten widmete.
So inszenierte er 1930 sein erstes Theaterwerk, L’Orfeu de Jean Cocteau, das im Casino Prado mit Josep Mirabent i Magrans, Maria Dolors Bertran und Maria Planes als Schauspielern uraufgeführt wurde. Andererseits veranstaltete er im selben Jahr auch seine erste Einzelausstellung in den Galerías Arenas in Barcelona. Die 1930er Jahre waren von großer Aktivität: Er stellte in den Syra-Galerien (1932 und 1933), im Parés-Raum und in der Buchhandlung Catalònia (1936) aus. Er wurde zum Mitglied des Verwaltungsrates des Cercle Artístic de Sant Lluc gewählt.
Nach dem Spanischen Bürgerkrieg widmete sich Artur Carbonell intensiv der Theaterwelt. 1940 wurde er Lehrer für Drawing and Performing Performances im Kloster des Institut del Teatre. 
1952 wurde er zum stellvertretenden Direktor des Institut del Teatre gewählt. Im folgenden Jahr gründete er mit Marta Grau ein eigenes Unternehmen, das Teatro del Arte, das in Barcelona zahlreiche Aufführungen inszenierte. Die meisten Dekorationen, Zeichnungen und Figuren stammen ebenfalls von Artur Carbonell.